# Гуслі

Гу́слі, гу́сла (д.-рус. гусли, від густи) — найстародавніший щипковий музичний інструмент, що був дуже популярним у Київській Русі. Зображення гусел знаходимо на фресках того часу.
У гуслях струни натягнуті на трикутну дерев'яну резонансну скри́ньку. Звук на інструменті видобувають, защипуючи струни пальцем.
Виконавець на гуслях називається гуслярем.
За однією з версій, саме від гусел походить інший народний музичний інструмент, що став символом українців — бандура. Якщо додати до гусел 2–3 баси, поставити інструмент на колінах вертикально, притиснувши до грудей — ось і вийде бандура. Куліш гадав, що бандура поступалася першим місцем тільки гуслям, які, згідно з переказом про царя Давида, були властиві особам духовного сану або тим, хто почував себе надто поважними для буйної козацької поезії, часом дещо цинічної.
Існує три різновиди гуслів:
- кри́лоподібні або дзвінчасті
- шо́ломоподібні або гуслі-псалтир
- клаві́роподібні — прямокутні, на основі яких М.Фомін створив клавішні (педальні) гуслі, у яких непотрібні струни заглушуються за допомогою спеціального механізму, а звук видобувають медіатором.

В оркестрах народних інструментів застосовують гуслі-приму (діапазон: e1–h2), гуслі-піколо (e2–h3), гуслі-альт (e–h1) та гуслі-бас (E–h).

## Гуслі в Україні
З часів Київської Русі гуслі проіснували в побуті мешканців України аж до XIX століття, оскільки ще Олександр Терещенко писав: «У Малоросії довгий час любили грати на гуслях, але нині й там вони зникають. У Росії їх не вживають».
Пантелеймон Куліш згадував, що бачив співця-гусляра: «Ще недавно на гуслях вигравали в Малоросії дворяни старого віку; тепер ви їх знайдете тільки у священиків; а один тільки раз, а саме в 1853 році, я зустрів цей інструмент у руках сліпого співака-жебрака, в Золотоніському повіті Полтавської губернії».

## В українському фольклорі
Пісня з Ізюмського повіту:
Ой, за гаєм, гаєм зелененьким
Та йде Дунай не тихий, бистренький,
Над Дунаєм явор зелененький,
Під явором коник вороненький,
А на коні козак молоденький;
Та все стиха у гуслоньки грає -
Струна струні тихо промовляє….
У пісні, записаній Марком Вовчком:
Розкипілось моє серце
Та й на тебе, мій дружочок,
Що пізненько з вулки ходиш,
Під полою гуслі носиш.

## Галерея

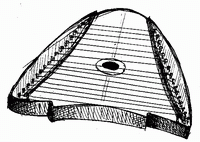
Шоломоподібні гуслі
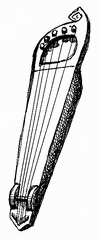
Крилоподібні гуслі